# Leen Hoogendijk
Leendert Proos ("Leen") Hoogendijk (Rotterdam, 2 juli 1890 – Vlaardingen, 14 augustus 1969) was een Nederlands waterpolospeler.
Leen Hoogendijk nam eenmaal deel aan de Olympische Zomerspelen in 1920. In de competitie kwam Hoogendijk uit voor Neptunus uit Arnhem.
Gé Bohlander · 
Johan Cortlever · 
Leen Hoogendijk · 
Carl Kratz · 
Karel Meijer · 
Piet Plantinga · 
Jean van Silfhout · 
Karel Struijs · 
Piet van der Velden